# Rickmersstraße

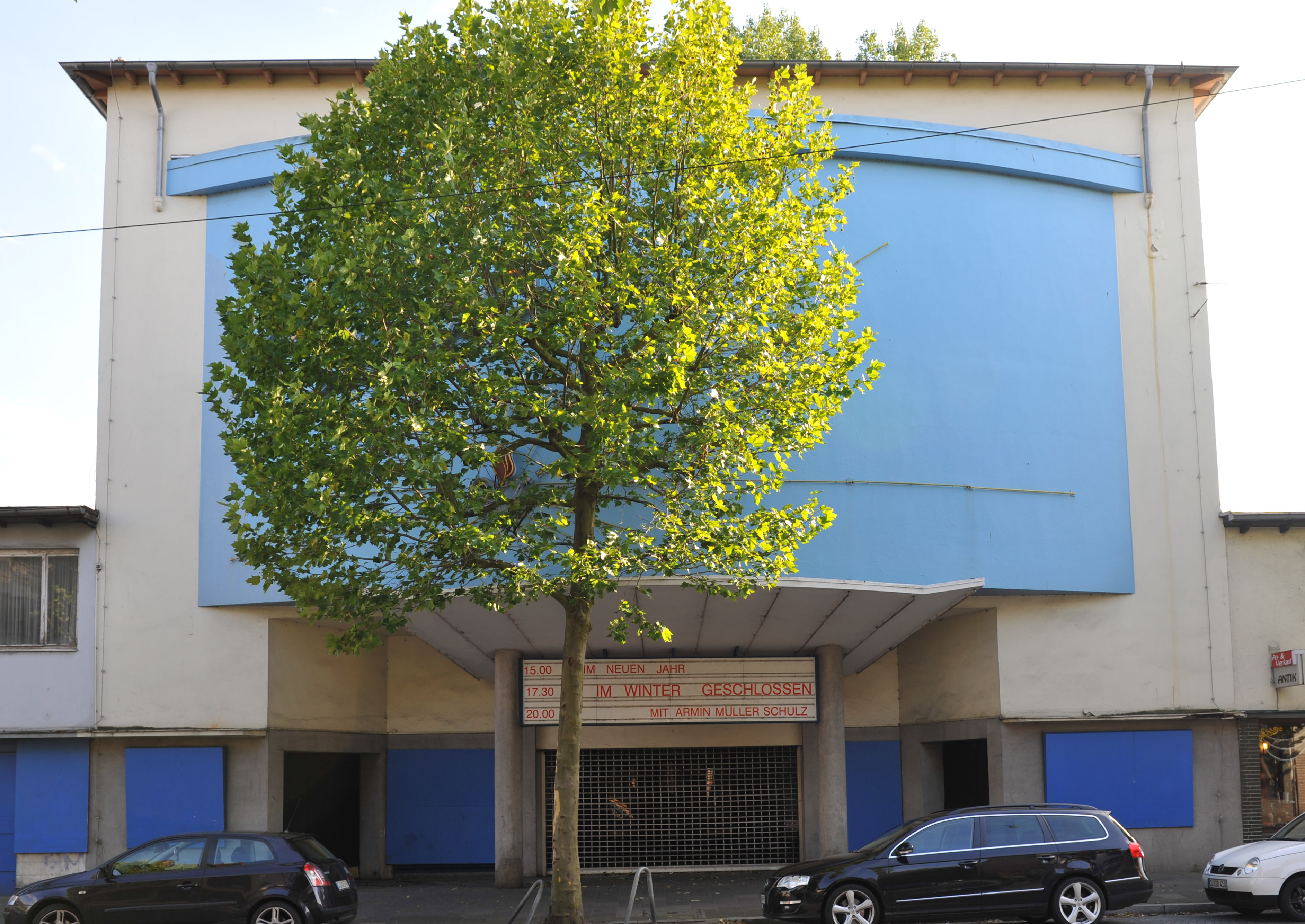
Kino Aladin

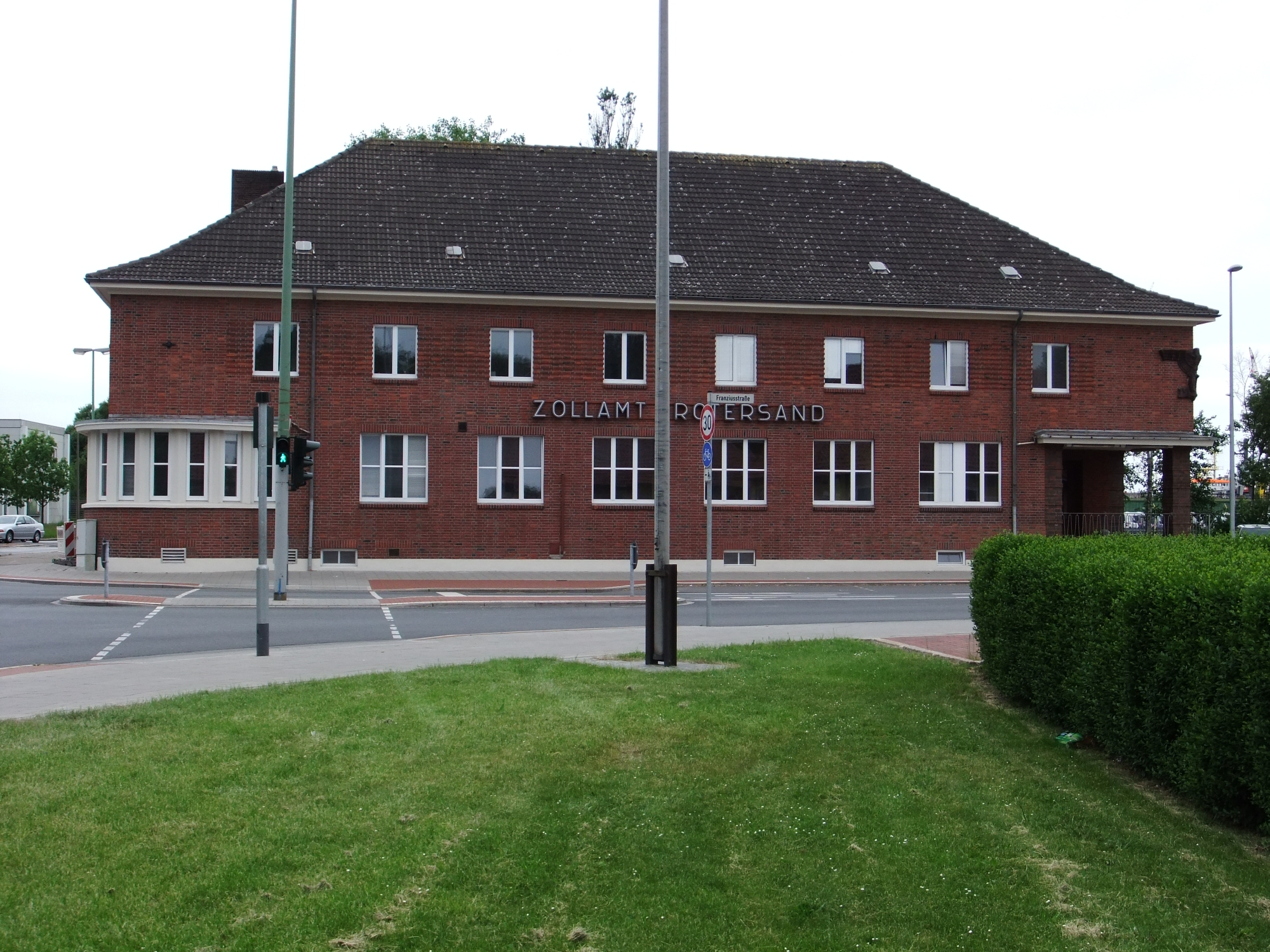
Zollamt Rotersand

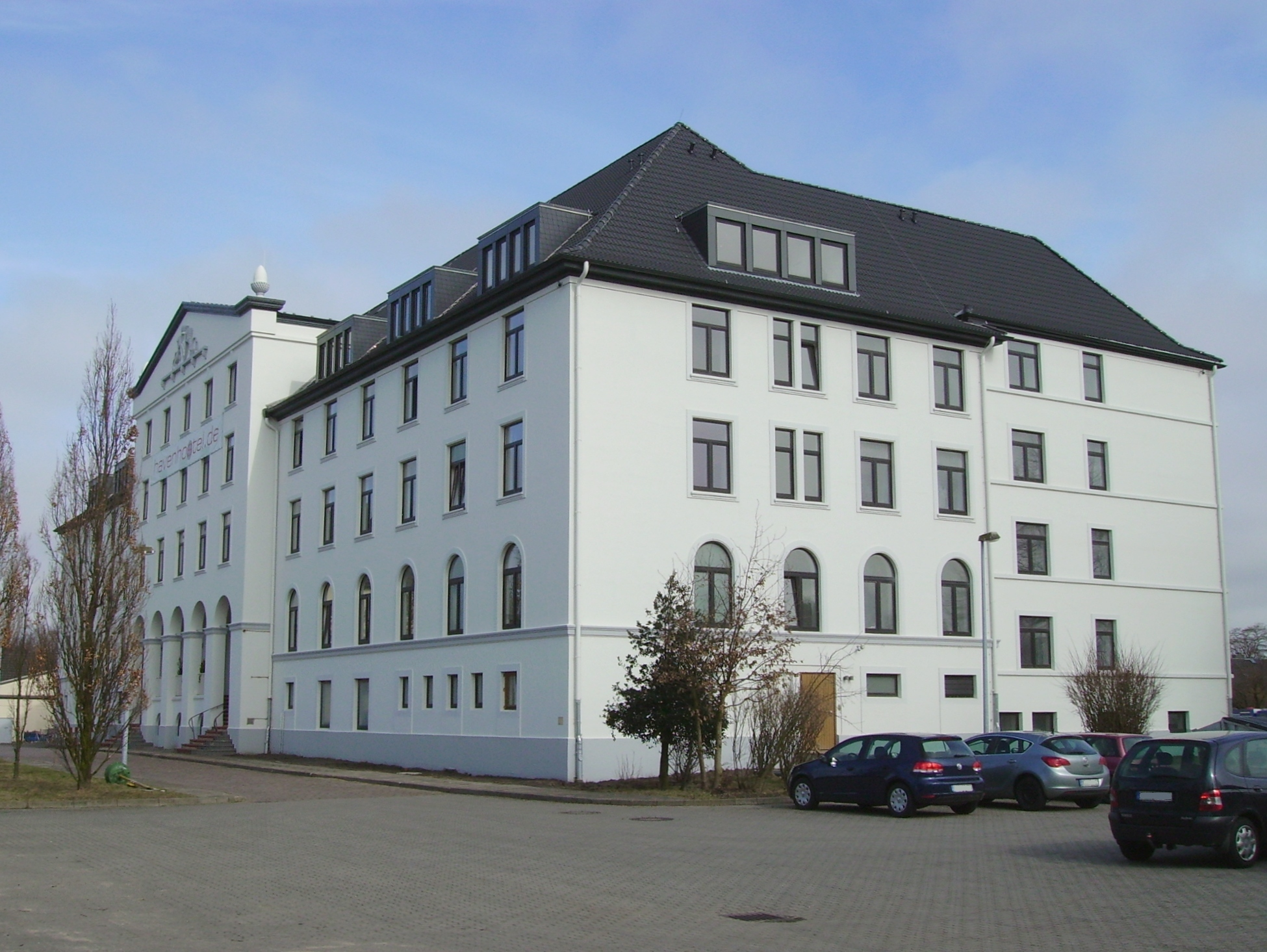
Kaserne Roter Sand, heute havenhostel

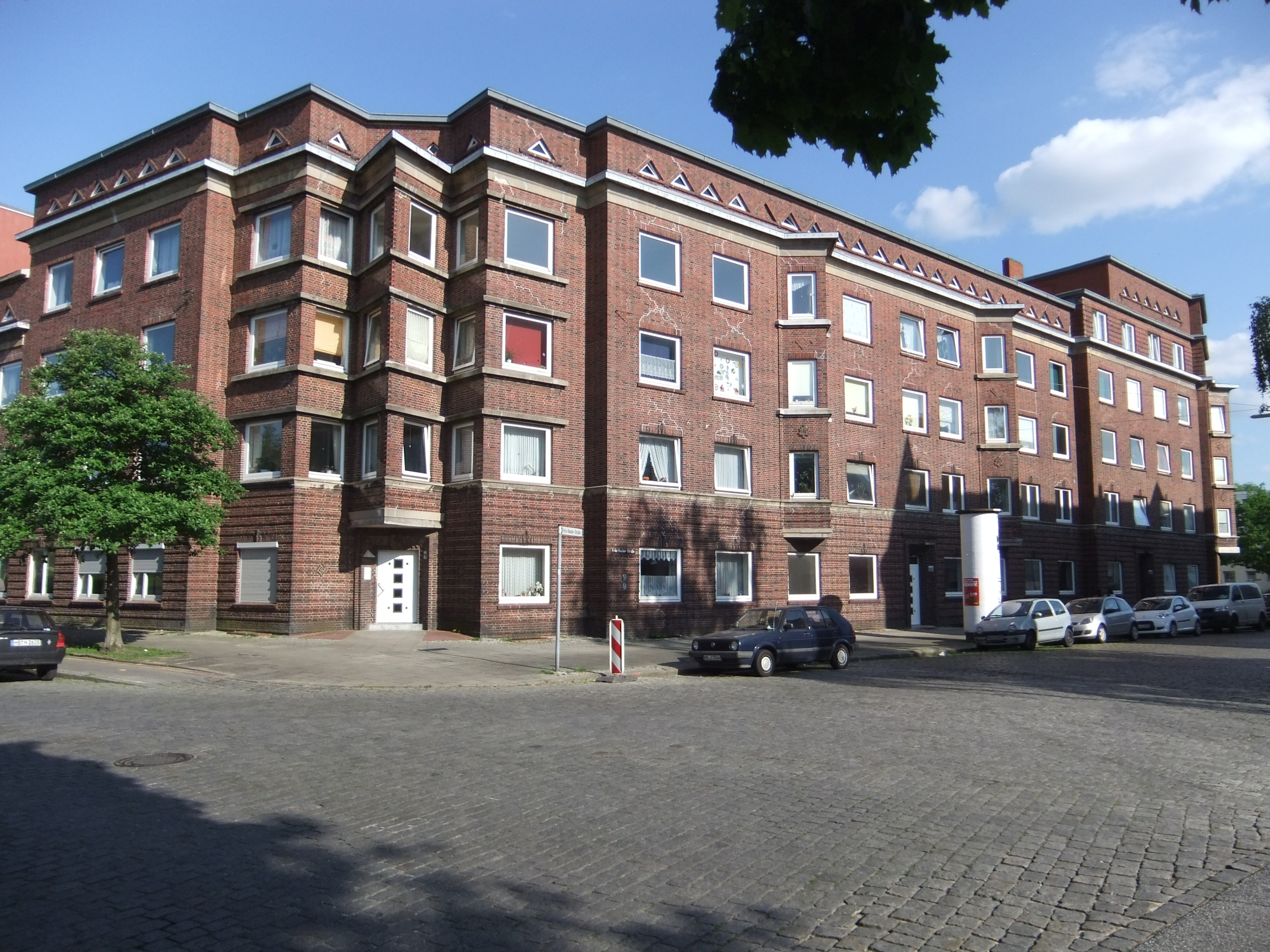
Benachbarte Wohnanlage Spar- und Bauverein Lehe

Die Rickmersstraße ist eine historische Straße in Bremerhaven, Stadtteil Lehe.
Sie führt als Geschäftsstraße in Ost-West-Richtung von der Hafenstraße bis zur Barkhausenstraße / Bürgermeister-Smidt-Straße.
Die Querstraßen und Anschlussstraßen wurden benannt als Stormstraße nach dem Schriftsteller und Lyriker Theodor Storm, Jahnstraße nach dem Turnvater Friedrich Ludwig Jahn, Fritz-Reuter-Straße nach dem Dichter und Schriftsteller Fritz Reuter, Potsdamer Straße, Goethestraße nach Johann Wolfgang von Goethe, Körnerstraße nach dem Dichter Theodor Körner, Van-Heukelum-Straße nach dem Oberbürgermeister von Bremerhaven und Bremer Senator Gerhard van Heukelum (SPD), Pestalozzistraße nach dem Pädagogen Johann Heinrich Pestalozzi, Am Eck, Möwen-, See- und Muschelstraße nach Seemotiven, Hansastraße nach der Hanse, in der Bremen seit dem 12. Jahrhundert war, Franziusstraße nach dem Wasserbauingenieur Ludwig Franzius und die Barkhausenstraße nach dem Bremer Bürgermeister Carl Georg Barkhausen (1848–1917); ansonsten siehe beim Link zu den Straßen.

## Geschichte
Die Rickmersstraße wurde benannt nach der Bremer Reedereifamilie (Rickmer Clasen Rickmers, Andreas Rickmers, Wilhelm Rickmers, Paul Rickmers, Robert Rickmers) und deren Rickmers Reederei. Zuvor hieß sie teilweise Zollstraße wegen der dortigen Zollstation.

### Entwicklung
1827, mit der Gründung Bremerhavens, begann auch Lehes Aufstieg. Der Kern von Lehe war ab um 1880 an der Kreuzung Hafenstraße/Rickmersstraße. 1887 bzw. 1897 wurden Hafen- und Rickmersstraße ausgebaut. Da die Straße zu den Kaiserhäfen führte, befanden sich hier und an den Nebenstraßen viele Kneipen und Gaststätten mit Hafenambiente sowie das Rotlichtviertel. Der 1958 eröffnete legendäre Jazzclub Chico’s Place, benannt nach seinem Eigentümer, hatte bei den Sanierungen in der Straße keine Überlebenschance; nach langem Leerstand musste das Gebäude einem Neubau weichen.
Nach dem Zweiten Weltkrieg war die Stadtmitte weitgehend zerstört und in der Hafen- und Rickmersstraße war das Geschäfts-, Freizeit- und Vergnügungszentrum von Bremerhaven. Hier waren in den 1950/60er Jahren sechs bis sieben Kinos. Das Kino Aladin entstand 1956. Heute ist die Straße deutlich ruhiger geworden.

### Verkehr
Seit 1881 gab es in Lehe eine Pferdestraßenbahn. Von 1898 bis 1949 wurde sie zu einem elektrischen Straßenbahnbetrieb mit bis zu sechs Linien umgebaut. 1952 erfolgte der Ausbau der Rickmersstraße mit zweitem Gleis für die Straßenbahn (siehe Bild auf der rechten Seite "VGB-Gleislage 1952"). Von 1908 bis 1964 fuhr die elektrische Straßenbahn (Linie 3) durch die Straße.
Es verkehren hier die BVV-Buslinien 504/505/506 und die Nachtlinie ML. Ein Anruf-Linientaxi ergänzt das Angebot.

## Gebäude und Anlagen
An der Straße befinden sich überwiegend drei- bis fünfgeschossige Gebäude.

### Baudenkmale
- Nr. 11/13: 1- und 2-gesch. Kino Aladin von 1955 bis 1956 nach Plänen von Heinz Feuerhack für den Filmkaufmann Günter Hansel gebaut. Das Obergeschoss mit dem Kinosaal tritt mit der Krümmung der Projektionsleinwand als einem fensterlosen Erker aus der Fassade hervor. Die frühere innere Passage wurde rechtwinklig zum Verlauf der Rickmersstraße und deren Schaufenster angeordnet.[5]
- Franziusstraße Nr. 1/Ecke Rickmersstraße: 2-gesch., repräsentatives, rotsteinsichtiges Zollamt Rotersand von 1936 mit halbrunder Ausbildung eines Erkers und großem Reichsadlers aus Keramik nach Plänen von Nils Aschenbeck und Dirk J. Peters, als Haupteinfahrt zum Kaiserhafen im Zusammenhang mit der Ausrichtung der Olympischen Spiele 1936 errichtet.[6]
- Bürgermeister-Smidt-Straße Nr. 217/Ecke Rickmersstraße: 4-gesch. und 5-gesch. verputzte Kaserne Roter Sand mit doppelgeschossiger Vorhalle nach Plänen von Hans Ohnesorge, Gustav Ulrich und dem Hochbauamt Bremen für die bremische Schutzpolizei errichtet. Ab den 1950er Jahren Standort der Bundesmarine und seit 2010 havenhostel Bremerhaven mit über 200 Betten.[7]
- Fritz-Reuter-Straße Nr. 42 bis 61, Bütteler Straße, Batteriestraße und Potsdamer Straße: 4- bis 5-gesch., verklinkerte Wohnanlagen mit 122 Wohnungen von 1927 bis 1929 nach Plänen von Ernst Cappelmann im Stil der konservativen Moderne in der Zwischenkriegszeit für u. a. den gemeinnützigen Spar- und Bauverein Lehe errichtet.[8]

### Erwähnenswerte Gebäude
- Nr. 1/Ecke Hafenstraße: 3-gesch. Kaufhaus, früher Kaufhaus Merkur der Horten AG.
- Nr. 2A: 2-gesch. Gaststätte Störtebecker.
- Nr. 4: 2-gesch. Wohn- und Gaststättenhaus.
- Nr. 24/26: 3-gesch. Wohn- und Geschäftshaus der Jahrhundertwende.
- Nr. 27: 4-gesch. Wohn- und Geschäftshaus der Jahrhundertwende.
- Nr. 30: 3-gesch. Wohn- und Geschäftshaus der Jahrhundertwende.
- Nr. 35: 5-gesch. Wohn- und Geschäftshaus der Jahrhundertwende mit Jugendstilelementen und mit einer Gaststätte.
- Nr. 62: 3-gesch. Wohn- und Geschäftshaus der Jahrhundertwende.
- Zwischen Nr. 87 bis 109: Bezirks-Sportanlage Pestalozzistraße (u. a. FC Sparta Bremerhaven, früher auch Bremerhaven 93)
- Nr. 90: 4-gesch. Neubau Finanzamt Bremerhaven.
- Bürgermeister-Smidt-Straße 209/Ecke Rickmersstraße: 5-gesch. Wohn- und Geschäftshaus der Jahrhundertwende mit mehreren Zwerchgiebeln und Erkern.

### Gedenksteine
- Nr. 30: Standbild von Kaiser Friedrich III. am Haus.
- Stolpersteine in Bremerhaven
  - Nr. 13: für Hermann Sammtlebe (1903–1942), ermordet im KZ Stutthof.